# Gerhard Sperling (Maler)
Gerhard Sperling (* 21. Juli 1908 in Dresden; † 24. Dezember 1975 in Bramsche) war ein deutscher Maler.
Sperling studierte von 1925 bis 1932 in Dresden an der Akademie der Bildenden Künste unter anderem bei Otto Dix, Max Feldbauer, Ferdinand Dorsch und Richard Müller. Danach arbeitete er in Dresden als freischaffender Maler. In der Zeit des Nationalsozialismus war er Mitglied der Reichskammer der bildenden Künste. Für diese Zeit ist seine Teilnahme an vierzehn Ausstellungen sicher belegt.
1940 wurde er als Soldat zur Wehrmacht eingezogen, und er nahm am Zweiten Weltkrieg teil. Er geriet 1945 in amerikanische Kriegsgefangenschaft, gehörte jedoch zu Kriegsgefangenen, die an die Sowjetunion ausgeliefert wurden. Durch die Luftangriffe auf Dresden im Februar 1945 wurde seine Dresdner Wohnung in der Walpurgisstraße 15 und sein Atelier zerstört und seine aus Bramsche stammende Frau getötet. Nach seiner Entlassung aus der Kriegsgefangenschaft ließ er sich in Bramsche nieder und wurde wieder als Künstler tätig. Sein neues Atelier befand sich von 1950 bis 1970 in Osnabrück. 1953 heiratete er Charlotte Bornemann aus Bramsche. Er erhielt 1968 die Stüve-Medaille in Gold von der Stadt Osnabrück verliehen. 1970 verlegte er sein Atelier nach Bramsche.
Er starb am 24. Dezember 1975 in Bramsche, wo er auch begraben wurde.

## Werke
Mit über 5000 geschaffenen Werken gilt Gerhard Sperling als sehr produktiver Maler. Er schuf vor allem Landschafts- und Blumenbildnisse. Aber auch viele von ihm erschaffene Porträts sind bekannt.
In der Zeit nach dem Zweiten Weltkrieg schuf er viele Werke mit Motiven aus Osnabrück und dem Osnabrücker Land, darunter Porträts von sieben Ehrenbürgern der Stadt Osnabrück.